# William Sharman
William Sharman (Reino Unido, 12 de septiembre de 1984) es un atleta británico, especialista en la prueba de 110 m vallas en la que llegó a ser subcampeón europeo en 2014.

## Carrera deportiva
En el Campeonato Europeo de Atletismo de 2014 ganó la medalla de plata en los 110 m vallas, con un tiempo de 13.27 segundos, llegando a meta tras el ruso Sergey Shubenkov (oro con 13.19 s) y por delante del francés Pascal Martinot-Lagarde (bronce).